# Harold L. Runnels

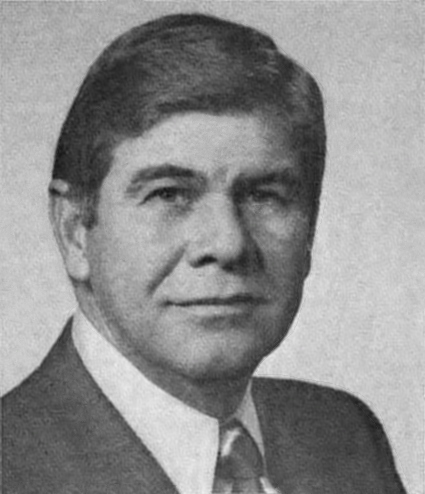
Harold L. Runnels (1975)

Harold Lowell Runnels (* 17. März 1924 in Dallas, Texas; † 5. August 1980 in New York City) war ein US-amerikanischer Politiker. Zwischen 1971 und 1980 vertrat er den zweiten Wahlbezirk des Bundesstaates New Mexico im US-Repräsentantenhaus.

## Frühe Jahre und Aufstieg
Harold Runnels besuchte die öffentlichen Schulen in Dallas und danach das Cameron State Agricultural College in Lawton (Oklahoma). Im Jahr 1942 arbeitete er für einige Zeit für das FBI. Danach war er Reservist des Fliegerkorps der US-Armee. Zwischen 1945 und 1951 leitete Runnels die Magnolia Amusement Company in Magnolia (Arkansas). Im Jahr 1951 zog er nach Lovington in New Mexico, wo er Teilhaber der Firma Southland Supply wurde. Im Jahr 1953 gründete er seine eigene Firma (Runnels Mud Co). Eine andere von ihm im Jahr 1964 gegründete Firma war die RunCo Acidizing & Fracturing Co. Im Jahr 1960 gehörte Runnels auch zu den Mitbegründern der Permian Basin Petroleum Association.

## Politische Laufbahn
Runnels wurde Mitglied der Demokratischen Partei. Von 1960 bis 1970 gehörte er dem Senat von New Mexico an. Er war zwischen 1960 und 1979 Delegierter auf fast allen Parteitagen der Demokraten in New Mexico. 1970 wurde Harold Runnels im zweiten Wahlbezirk von New Mexico in das US-Repräsentantenhaus gewählt, wo er am 3. Januar 1971 den Republikaner Ed Foreman ablöste. Nach einigen Wiederwahlen konnte er sein Mandat bis zu seinem Tod im August 1980 ausüben. Der mit Dorothy Runnels verheiratete Politiker wurde in Lovington beigesetzt. Sein Sitz im Kongress ging nach einer Nachwahl an Joe Skeen.